# József Sebők
József Sebők (ur. 18 czerwca 1975 w Keszthely) – węgierski piłkarz grający na pozycji napastnika. W swojej karierze 12 razy zagrał w reprezentacji Węgier i strzelił w niej 2 gole.

## Kariera klubowa
Karierę piłkarską Sebők rozpoczął w klubie Keszthely SE. W 1993 roku awansował do kadry pierwszej drużyny i w sezonie 1993/1994 zadebiutował w jego barwach w trzeciej lidze węgierskiej. W Keszthely grał do końca 1994 roku, a na początku 1995 odszedł do pierwszoligowego Zalaegerszegi TE. W klubie z miasta Zalaegerszeg występował do zakończenia sezonu 1999/2000.
Latem 2000 roku Sebők odszedł z Zalaegerszegi TE do cypryjskiego AEL Limassol. W pierwszej lidze cypryjskiej Węgier grał przez 3,5 roku i w 2004 roku wrócił na Węgry, do Zalaegerszegi TE. Jesienią 2005 ponownie grał w AEL Limassol, a od wiosny 2006 do lata 2007 - ponownie w Zalaegerszegi TE.
W 2007 roku Sebők został piłkarzem słoweńskiego klubu Nafta Lendava. W 2010 roku odszedł z niego do węgierskiego drugoligowca, Hévíz FC. Latem 2010 jako zawodnik tego klubu zakończył karierę piłkarską.
| Sezon   | Klub             | Kraj     | Rozgrywki                 | Mecze | Bramki |
| ------- | ---------------- | -------- | ------------------------- | ----- | ------ |
| 1993/94 | Keszthely SE     | Węgry    | NB III                    | 27    | 4      |
| 1994/95 | Keszthely SE     | Węgry    | NB III                    | 11    | 6      |
| 1994/95 | Zalaegerszegi TE | Węgry    | NB I                      | 14    | 3      |
| 1995/96 | Zalaegerszegi TE | Węgry    | NB I                      | 28    | 5      |
| 1996/97 | Zalaegerszegi TE | Węgry    | NB I                      | 28    | 4      |
| 1997/98 | Zalaegerszegi TE | Węgry    | NB I                      | 32    | 9      |
| 1998/99 | Zalaegerszegi TE | Węgry    | NB I                      | 32    | 7      |
| 1999/00 | Zalaegerszegi TE | Węgry    | NB I                      | 27    | 6      |
| 2000/01 | AEL Limassol     | Cypr     | Protathlima A’ Kategorias | 23    | 9      |
| 2001/02 | AEL Limassol     | Cypr     | Protathlima A’ Kategorias | 19    | 8      |
| 2002/03 | AEL Limassol     | Cypr     | Protathlima A’ Kategorias | 22    | 9      |
| 2003/04 | AEL Limassol     | Cypr     | Protathlima A’ Kategorias | 12    | 5      |
| 2003/04 | Zalaegerszegi TE | Węgry    | NB I                      | 13    | 3      |
| 2004/05 | Zalaegerszegi TE | Węgry    | NB I                      | 25    | 7      |
| 2005/06 | AEL Limassol     | Cypr     | Protathlima A’ Kategorias | 11    | 5      |
| 2005/06 | Zalaegerszegi TE | Węgry    | NB I                      | 12    | 6      |
| 2006/07 | Zalaegerszegi TE | Węgry    | NB I                      | 18    | 4      |
| 2007/08 | Nafta Lendava    | Słowenia | 1. SNL                    | 26    | 7      |
| 2008/09 | Nafta Lendava    | Słowenia | 1. SNL                    | 11    | 1      |
| 2009/10 | Nafta Lendava    | Słowenia | 1. SNL                    | 9     | 3      |
| 2009/10 | Hévíz FC         | Węgry    | NB II                     | ?     | ?      |

## Kariera reprezentacyjna
W reprezentacji Węgier Sebők zadebiutował 20 kwietnia 1998 roku w wygranym 2:0 towarzyskim meczu z Iranem. W swojej karierze grał w eliminacjach do Euro 2000. W kadrze narodowej od 1998 do 2004 roku rozegrał 12 meczów i strzelił 2 gole.